# 鳳凰號 (星艦奇航記)

鳳凰號曲速船

鳳凰號（Phoenix）是虛構中首艘能超過光速的人造太空船，出現在《星艦奇航記》科幻電影《戰鬥巡航》中。其也出現在系列影集《星艦前傳》除了兩集以外的所有劇集的開場。
虛構角色季弗蘭·寇克瑞恩與莉莉·斯洛恩（Lily Sloane）合作建造了鳳凰號，利用到一具舊泰坦五號（Titan V）等級的核融合彈道飛彈。
如同在「戰鬥巡航」中的描述，鳳凰號的處女航發生在2063年4月5日，而且此次飛行任務開啟了地球與外星人第一回正式的第一類接觸，這發生在瓦肯（Vulcan）探測艦偵測到鳳凰號的曲速特徵。這開始了人類與外星人的和平合作，並導致22世紀星際聯邦的成立。此片中，博格人進行時間旅行回到過去，也就是為了試圖阻止這一回的第一類接觸並同化地球，以改變歷史進程，但隨行的聯邦星艦企業號-E船員阻止了博格人的計畫。
在2373年，鳳凰號被存放在史密森尼學會，寇克瑞恩的航程也成為星際艦隊學院的必修科目。

## 外部連結
- Phoenix 在阿尔法记忆的相关页面（一個的Wiki網站）
- The Phoenix at StarTrek.com （页面存档备份，存于）